# Puttaparti
Puttaparti es una localidad de la India en el distrito de Anantapur, estado de Andhra Pradesh.

## Contexto
Puttaparti atrae a miles de devotos de Sathya Sai Baba (1926 – 2011) de todo el mundo, ya que es el lugar de nacimiento y defunción de este gurú. 
Fue un pueblo pequeño y aislado hasta finales de los años sesenta, cuando la presencia de Sathya Sai Baba atrajo devotos.
En Puttaparti está Prashanthi Nilayam, el áshram de Sai Baba.

## Geografía
Se encuentra a una altitud de 461 m s. n. m. a 438 km de la capital estatal, Hyderabad, en la zona horaria UTC +5:30.

## Demografía
Según estimación 2010 contaba con una población de 12 581 habitantes.

## Lugares
Puttaparti también tiene un hospital de caridad, el templo Swami de Anjaneya (Hánuman), la mezquita del pueblo, el templo Sathyabhama, y el estadio Sri Sathya Sai Hill View.

## El áshram de Puttaparti
El āshram de Puttaparti de Sai Baba también provee habitaciones para personas que ya se han retirado de por vida. Se puede conseguir habitación pagando cierta cantidad de dinero por adelantado. A partir de ahí, todos los gastos como medicina, comida y otros, son asumidos por el áshram de Baba. 
Esto le ha dado una oportunidad a la gente de mayor edad de vivir en un ambiente limpio y pacífico donde son bien cuidados.